# La Persuasione e la Rettorica
La Persuasione e la Rettorica è una tesi di laurea di tipo filosofico scritta da Carlo Michelstaedter nel 1910. Per l'improvviso suicidio dell'autore, la tesi non fu mai discussa e fu stampata postuma nel 1913 a cura dell'amico Vladimiro Arangio-Ruiz. 
In essa, secondo le parole del filosofo Giovanni Gentile, viene affrontato «il problema dell'opposizione tra la persuasione vera, che corrisponde al possesso della vita, e la falsa persuasione, scopo della rettorica».
A differenza infatti della persuasione fondata sul «possesso della realtà e della verità», sul «vero sapere, come lo intuì e lo volle Socrate, tranquillo, sereno, saldo sul punto che è il centro del suo mondo, nel suo animo», la retorica inganna l'uomo, lo seduce «nella vana teoria dei concetti», e «sdoppia il sapere e la vita».

## La Persuasione
Un peso tende a scendere e la sua vita è in una continua ricerca del punto più basso. Ogni punto che possa raggiungere non sarà mai per lui il fine, perché un altro punto, ancora più basso, lo attirerà. Così la vita di un peso è nella sua mancanza di vita: quando raggiungerà il punto più basso sarà alla fine soddisfatto, ma avrà perso ciò che è la sua caratteristica: non sarà più un peso. Lo stesso per l'uomo, che invece di cercare sé stesso nel presente si cerca nelle cose e nel futuro, e si sente perciò solo: egli non sa ciò che vuole. Il cercare in altro ciò che non trova in sé lo allontana dalla vera vita e dalla Persuasione, cioè dalla completezza, dal trovare sé stesso. La persuasione non è comunicabile se non per chi la possieda, ma gli uomini per cercare la vita (animale) perdono la vita (spirituale).
La vita sarebbe, se non vi fossero un tempo e uno spazio infiniti che allontanano l'essere sempre al prossimo istante. Ma chi può dire di essere, di avere vita, dato che essa non è stabile, ma è un continuo movimento? La volontà è tale rispetto a qualcosa, e dato che non si può consistere e che non si ha la Persuasione, non si può possedere alcuna cosa, non ci si può compenetrare, si è solo in relazione con qualcosa: ogni cosa ha, se è avuta. 
Solo nella Persuasione, cioè nell'atto stabile, che è insieme potenza e atto, si potrebbe avere qualcosa; nella vita normale si può solo entrare in relazione con gli altri.
Non c'è una via preparata, non c'è un metodo o una lingua già fatte da altri: ognuno per arrivare alla Persuasione deve creare da sé e la lingua, e il metodo e la strada: non basta imitare, la via non ha segni o indicazioni, ognuno deve cercarla da solo, e non può sperare aiuto che in sé stesso.
Nessuna cosa vale per sé, ma solo in relazione a qualche altra. La vita è una infinita correlatività di coscienza: se si isolasse una sola determinazione di volontà, soddisfatta quella l'organismo morrebbe. Ma anche se due diversi organismi si volessero, unendosi morrebbero come tali, la loro vita è il suicidio. Il loro amore è odio, la loro vita è la loro morte. La correlatività loro non abbisogna di tempo e di luogo per avvenire, le sono indifferenti l'avvenire o meno, e comprendono in sé già il passato e il futuro: come per il cloro e l'idrogeno la vita è stata dolore mortale causa la mancanza dell'altro elemento e viceversa, ma il piacere sublime del loro amplesso è la loro morte. Nel tempo fra la loro nascita e la loro morte però il cloro si annoia, non avendo di che fare.
La volontà elimina però la noia collegandosi ad altri complessi, maggiori o diversi: dirigendo la volontà su altro. Il complesso maggiore vuole qualcosa non in sé stessa ma per ottenere altro tramite essa, il complesso minore vuole solo l'oggetto in sé.
L'animale (la vita animale) tende tutta verso qualcosa, in maniera ordinata, e vuole ottenere l'assoluta Persuasione in quella; ma nel momento che l'ha ottenuta, il dio benevolo fa brillare lontana la luce di qualcos'altro, e la vita dell'animale è tutta in questo eterno inseguimento di una cosa singola dopo l'altra, per sempre. Il benevolo dio è l'amore della vita, la luce il piacere.
Piacere che per l'animale è dato dal sapore della cosa, sapore che lo guida a cercarla, ma non ad abusarne. E nella gioia della sua affermazione è la sua vita, e dice "io sono": si sente infatti sempre lo stesso, pur fra cose e tempi diversi. E tutte le cose intorno a lui esistono nella loro realtà, essendo stabili in rapporto a lui: non dice "questo è per me", ma "questo è", non "questo mi piace" ma "questo è buono". L'io per cui una cosa è o è buona è la sua coscienza, il suo piacere o la sua attualità, che per lui è fuori dal mondo ed è stabile e reale.
E tutto per lui tende a un fine, perfettamente chiaro e sicuro, così ciò che vive si persuade che la vita è ciò che sta vivendo.
Ma ciò è persuasione illusoria. Il fine non è altro che la volontà di veder tutto secondo la propria misura e di perpetuarsi nel futuro. Ma egli manca nel presente, non possiede sé stesso, e non può quindi aversi nel futuro, preoccupato com'è a dar valore e coscienza alle cose intorno a lui. Il suo orizzonte è limitato come lui e non può così arrivare al possesso di sé stesso, cioè alla Persuasione. Così l'uomo, mentre gioisce della sua affermazione, intuisce altre infinite volontà al di fuori di lui, e il suo piacere è contaminato da un profondo dolore, per alleviare il quale hanno creato un dio trascendente, che se ne occupi. Ma il terrore torna talvolta, più frequente nei bambini (paura del buio), più lontano ma talvolta sovrastante negli adulti. Questo dolore accomuna tutte le cose che vivono temendo la morte, e che non hanno in sé la vita perché non possiedono la Persuasione.
Il dolore prende vari nomi: rimorso, noia, paura, ira, tutti dolori causati dallo scoprire i limiti delle proprie illusioni. Anche la "gioia troppo forte" è un dolore, perché mette improvvisamente nel presente ciò per cui si viveva pensandolo nel futuro, e toglie così le ragioni di vita. Tutto ciò toglie il velo della propria illusione, portando dal "tu sei" del piacere al "tu non sei" del dolore.
Anche due organismi che sembrano fatti l'uno per l'altro, come l'ape e il fiore, in verità sono un travestimento, una lotta nascosta: se tutto non va secondo le previsioni, la lotta si scatena e il più debole soccombe. Così nella vita il più debole deve sempre adattarsi, modificando via via i suoi piccoli piani per non soccombere, cercando di non scontrarsi. Chi vive senza Persuasione deve obbedire perché già obbedisce alla paura della morte: essi non hanno in sé la volontà di fare ciò che fanno, ma si trovano a farlo e cambiano gli scopi con la massima facilità. 
La vita dell'uomo è paura della morte, tutto ciò che fa è paura della morte. Ogni attimo è contaminato dall'unica sicurezza che abbiamo, quella di morire. Ciò elimina la bellezza del presente, unica cosa di valore: chi teme la morte è già morto.
Colui che vuole avere la vera Persuasione deve considerare ogni attimo della vita come l'ultimo prima della morte: la morte toglie solo ciò che è nato, ma chi vede la sua vita solo nel presente e non crede di essere vivo solo perché nato, a lui la morte non potrà togliere niente.
Un tale uomo non ha bisogno di cose, chi le rincorre e non le crea rincorre solo ombre, e ciò non è vita. Egli deve permanere, ed esse si fermeranno e saranno sue, nel presente. Egli deve creare sé stesso nel presente e darsi valore attuale nella Persuasione, senza aver paura del dolore o del mistero, che bloccano e sono trascendenti agli altri uomini.
E non bisogna mai fermarsi, perché ognuno nella propria vita si trova al momento cruciale e il fermarsi anche un solo istante, aspettando chissà cosa costringeranno a risalire la corrente faticosamente. Ognuno deve creare sé e il mondo: nulla era prima di lui o dopo, egli è il primo e l'ultimo. Tutti hanno ragione, nessuno ha la ragione.
Ogni persona, ogni cosa hanno la loro causa, e ad essa giunge un giusto effetto. Ognuno crede che qualcosa sia giusto perché è giusto per lui, ma ciò facendo lo rende ingiusto per gli altri: nessuno è giusto e nessuno fa il bene. Ogni persona senza Persuasione è disonesta, perché i suoi atti sono il frutto di un'individualità illusoria, contaminata dalla paura della morte. Anche l'uomo persuaso per tendere alla vita deve tutto dare e niente chiedere, ed essere infinita attività: questo è il dovere.
Il dare è in sé, non per ricevere, beneficare per ottenere gratitudine è chiedere.
Può dare, fare o beneficare solo chi ha, è o sa. Perciò non si devono dare i mezzi per insegnare la paura della morte, ma per sradicarla, e dare la vita, ora, tutta e qui.
Dare è fare l'impossibile, dare è avere. L'uomo deve persuadersi per persuadere, essere un tutt'uno con il mondo. Non si può esaudire il particolare, si commetterebbe un'ingiustizia verso gli altri. Non ci sono soste verso la via della Persuasione, mai accontentarsi, mai dire "ho tentato". Anche se gli altri uomini non vogliono, si deve continuare fino a che anche i ciechi possano vedere ciò che lui ha visto.
Il mondo è il mio mondo, e se lo posseggo posseggo anche me stesso.
E allora il dolore muto e cieco che è in tutte le cose che non sono e vogliono essere parlerà con lui, e lui vedrà che gli uomini non soffrono per qualcosa, ma soffrono per il vuoto che è sempre in loro. Egli potrà allora dimostrare che il loro dolore non è dolore, la miseria e la malattia non sono tali senza la paura, e che senza i bisogni la vita sarà più vasta e completa.
L'uomo sulla via della Persuasione è equilibrato e vive in ogni punto, perché sa di essere insufficiente di fronte all'infinita potestas dell'atto e non desiderando le cose le ottiene.
Il giusto è buono ad ogni cosa. Chi verso niente sia ingiusto, sa fare ogni cosa.
Il sapore della sua vita è il sapere ciò, e maggiore sia il dolore, maggiore la sua gioia. E mentre gli altri uomini ansiosi passano da un vuoto futuro a un altro futuro ancora più vuoto, l'individuo stabile arresta il tempo e ogni suo attimo è un secolo per gli altri, finché egli faccia di sé fiamma e si fermi nell'ultimo istante: allora sarà persuaso e nella Persuasione avrà la pace.

## Critiche e recensioni
Secondo Gentile, Michelstaedter ha avuto il merito di prendere di mira gli inganni della «rettorica», ma mancherebbe di sistematicità filosofica ed esplicazione propositiva, non considerando «direttamente e con pari studio la persuasione», se non con immagini poetiche.
Gaetano Chiavacci tuttavia, amico di gioventù del filosofo goriziano, ha ritenuto di poter conciliare l'anti-dialettica michelstadteriana con l'attualismo gentiliano, interpretando la «persuasione» come atto libero e creativo fondato su di sé, esigenza conoscitiva dell'individuo di «far finito l'infinito, far vicine le cose lontane», ma che in quanto tale non può essere ridotto a teoria e quindi comunicato in maniera logica e oggettiva.
Altri invece hanno visto nel tema della persuasione solo una forma di nichilismo e negazione dell'esistenza.